# Wahrscheinlicher Höchstschaden
Wahrscheinlicher Höchstschaden (englisch probable maximum loss, PML; in der Krankenversicherung auch Schadenquote genannt) ist in der Versicherungswirtschaft bei Sachversicherungen der Schaden, mit dem bei einem Versicherungsfall unter Berücksichtigung aller ungünstigen, aber nicht extremen Risikoumstände bei vorsichtiger Schätzung gerechnet werden muss. 

## Allgemeines
Der wahrscheinliche Höchstschaden ist im Versicherungswesen ein Worst Case, auch wenn die extremen Risikoumstände („schwarze Schwäne“) nicht berücksichtigt werden. Ein wahrscheinlicher Höchstschaden {\displaystyle {\text{PML}}} wird limitiert durch die Versicherungssumme {\displaystyle V} und wird als Prozentsatz des Gesamtschadens {\displaystyle S} von ihr angegeben:
{\displaystyle {\text{PML}}={\frac {\text{S}}{\text{V}}}}.
Steigt mithin die Schadenshöhe bei gegebener Versicherungssumme, so erhöht sich auch der PML.
Das wichtigste Ziel der Kumulanalyse ist es, den wahrscheinlichen Höchstschaden zu ermitteln.

## Arten
Es gibt den möglichen Höchstschaden (englisch maximum possible loss, MPL), geschätzten Höchstschaden (englisch estimated maximum loss, EML) und den wahrscheinlichen Höchstschaden (PML). Der MPL ist derjenige Schaden, „der eintreten kann, wenn ungünstige Umstände auf mehr oder weniger außergewöhnliche Weise zusammentreffen und ein Brand oder eine Explosion nur durch unüberwindbare Hindernisse oder fehlende brennbare Substanz angehalten werden kann.“ Der EML ist derjenige Schaden, „der auf ein einmaliges Ereignis zurückzuführen ist, dessen Umfang … innerhalb oder außerhalb des betroffenen Betriebes, aber unter Ausschluss von zwar möglichen, aber wenig wahrscheinlichen Umständen beurteilt wird“.
Der so genannte Flächen-PML ist in der Elementarversicherung der wahrscheinliche Höchstschaden bei Elementarrisiken innerhalb der Kumulzone. Zwar ist jedes versicherte Risiko von einem Teil- oder Totalschaden bedroht, doch ist es unwahrscheinlich, dass sämtliche Risiken innerhalb dieser Kumulzone betroffen werden.

## Beispiel
Der klassische Fall des Totalschadens ist der echte bzw. technische Totalschaden. Er liegt vor, wenn die Sache völlig zerstört ist und nicht mehr wiederhergestellt werden kann. Sprechen die Allgemeinen Versicherungsbedingungen von „zerstört“, so ist ein echter Totalschaden gemeint. Der wirtschaftliche Totalschaden hängt mit der Reparaturwürdigkeit zusammen. Übersteigen die Reparaturkosten einer technisch möglichen Instandsetzung zuzüglich Wertminderung und Restwert die Wiederbeschaffungskosten, so ist die Reparatur aus wirtschaftlicher Sicht unverhältnismäßig. Bei der Kfz-Haftpflichtversicherung gibt es noch den unechten Totalschaden, bei dem die Kosten einer technisch möglichen Reparatur (und ein gegebenenfalls zu ersetzender Minderwert) für das Fahrzeug zwar geringer sind als sein Wiederbeschaffungswert (abzüglich Restwert), für den Geschädigten jedoch eine Reparatur unzumutbar ist. Totalschäden dieser Art sind damit stets als wahrscheinlicher Höchstschaden anzusehen. 

## Rückversicherung
In der Rückversicherung der (Versicherungs)-Sachsparten bemisst der wahrscheinliche Höchstschaden den Selbstbehalt und die Rückversicherungsabgabe (den Grad der Beteiligung des Rückversicherers an den Schadenrisiken durch proportionale [anteilige] oder nichtproportionale Rückversicherung). Zum Beispiel wird in der Industriefeuerversicherung versucht, mit Feststellungen über bisher eingetretene Schäden, Bauart, Feuergefährlichkeit und Lage der Gebäude zu ermitteln, welcher Schaden maximal zu erwarten ist.